# Samuel Lahm
Samuel Lahm (* 22. April 1812 in Leitersburg, Washington County, Maryland; † 16. Juni 1876 in Canton, Ohio) war ein US-amerikanischer Politiker. Zwischen 1847 und 1849 vertrat er den Bundesstaat Ohio im US-Repräsentantenhaus.

## Werdegang
Samuel Lahm besuchte vorbereitende Schulen und das Washington College, das heutige Washington & Jefferson College in Pennsylvania. Zwischenzeitlich arbeitete er als Lehrer. Nach einem Jurastudium und seiner 1836 erfolgten Zulassung als Rechtsanwalt begann er in Canton in diesem Beruf zu praktizieren. Zwischen 1837 und 1841 bekleidete er das Amt des Master of Chancery und von 1841 bis 1845 war er Staatsanwalt im Stark County. Gleichzeitig schlug er als Mitglied der Demokratischen Partei eine politische Laufbahn ein. Im Jahr 1842 saß er im Senat von Ohio; im Mai 1844 nahm er als Delegierter an der Democratic National Convention in Baltimore teil, auf der James K. Polk als Präsidentschaftskandidat nominiert wurde. Außerdem war Lahm Mitglied der Staatsmiliz, in der er bis zum Brigadegeneral aufstieg. Im Jahr 1844 kandidierte er noch erfolglos für das US-Repräsentantenhaus.
Bei den Kongresswahlen des Jahres 1846 wurde Lahm dann aber im 18. Wahlbezirk von Ohio in das US-Repräsentantenhaus in Washington, D.C. gewählt, wo er am 4. März 1847 die Nachfolge von David A. Starkweather antrat. Bis zum 3. März 1849 konnte er eine Legislaturperiode im Kongress absolvieren. Diese war anfangs noch von den Ereignissen des Mexikanisch-Amerikanischen Krieges überschattet. Nach seiner Zeit im US-Repräsentantenhaus arbeitete Lahm in der Landwirtschaft und hier vor allem auf dem Gebiet der Schafzucht. Er starb am 16. Juni 1876 in Canton, wo er auch beigesetzt wurde.